# جميل الطريفي
جميل يوسف مصلح الطريفي (أبو يوسف؛ وُلِد في 15 أغسطس 1947 في دير طريف، الرملة – تُوفي في 7 يناير 2022 في رام الله)، سياسي ووزير فلسطيني.

## نشأته وتحصيله العلمي
وُلِد جميل يوسف مصلح الطريفي في قرية دير طريف في قضاء الرملة بتاريخ 15 أغسطس 1947، هاجر قريته مع عائلته إلى رام الله إبان النكبة عام 1948. حصل على درجة البكالوريس في الحقوق من جامعة عين شمس في القاهرة عام 1970.

## مناصبه
- عضو اللجنة الاستشارية للوفد الفلسطيني في مؤتمر مدريد عام 1991.[1]
- اُنتخب عضوًا في المجلس التشريعي الفلسطيني بعد الانتخابات العامة الفلسطينية عام 1996 حيث حصل على 13,504 صوتًا في دائرة محافظة رام الله والبيرة.[2]
- عضو المجلس الوطني الفلسطيني.
- عضو فريق مفاوضات الممر الآمن عام 1999.[1]
- وزير الشؤون المدنية في الحكومة الفلسطينية الأولى، منذ 5 مارس 1994 وحتى 8 مايو 1996.[3]
- وزير الشؤون المدنية في الحكومة الفلسطينية الثانية، منذ 16 مايو 1996 وحتى 9 أغسطس 1998.[4]
- وزير الشؤون المدنية في الحكومة الفلسطينية الثالثة، منذ 9 أغسطس 1998 وحتى 13 يونيو 2002.[5]
- وزير الشؤون المدنية في الحكومة الفلسطينية الرابعة، منذ 13 يونيو 2002 وحتى 29 أكتوبر 2002.[6]
- وزير الشؤون المدنية في الحكومة الفلسطينية الثامنة، منذ 12 نوفمبر 2003 وحتى 24 فبراير 2005.[7]

## وفاته
تُوفي الطريفي في مدينة رام الله في يوم الجمعة الموافق 7 يناير 2022، عن عمر ناهز 74 عامًا، وقد نعاه الرئيس الفلسطيني محمود عباس.